# Jean Harlow
Jean Harlow (nascida Harlean Harlow Carpenter; Kansas City, 3 de março de 1911 — Los Angeles, 7 de junho de 1937) foi uma atriz estadunidense e símbolo sexual da década de 1930.
Depois de assinar com o diretor Howard Hughes, a primeira grande aparição de Harlow foi em Anjos do Inferno (1930), seguido por uma série de filmes criticamente mal sucedidos antes de firmar contrato com a Metro-Goldwyn-Mayer, em 1932. Harlow se tornou uma grande estrela para a MGM, aparecendo em uma série de filmes de sucesso, incluindo Terra de Paixão (1932), Jantar às Oito (1933), Tentação dos outros (1935) e Suzy (1936). Geralmente co-estrelados com William Powell, Spencer Tracy e Clark Gable.
A popularidade de Harlow rivalizou e logo superou a de suas colegas de estúdio, Joan Crawford e Norma Shearer. Ela tinha se tornado uma das maiores estrelas de cinema do mundo já no fim dos anos 1930, muitas vezes era apelidada de "Bombshell Blond" e "Platinum Blonde".
Ela morreu durante as filmagens de Saratoga em 1937 aos 26 anos de idade. O filme foi concluído utilizando dubles e lançado um mês após sua morte. O American Film Institute classificou-a como a 22º maior estrela feminina do cinema clássico de Hollywood.

## Infância
Jean nasceu com o nome de Harlean Harlow Carpenter em Kansas City, Missouri. Seu nome às vezes era incorretamente pronunciado Carpentier. Seu pai, Mont Clair (ou Montclair) Carpenter (1877–1974) filho de Abraham L. Carpenter e Dianna, era um dentista da classe trabalhadora e sua mãe, Jean Poe Carpenter (1891-1958), era filha de um rico corretor imobiliário, Skip Harlow, e sua esposa, Ella Harlow. O casamento foi arranjado pelo pai de Jean Poe, em 1908. Jean Poe logo se tornou muito infeliz no casamento por isso. O casal vivia em Kansas City em uma casa comprada pelo pai de Jean Poe.

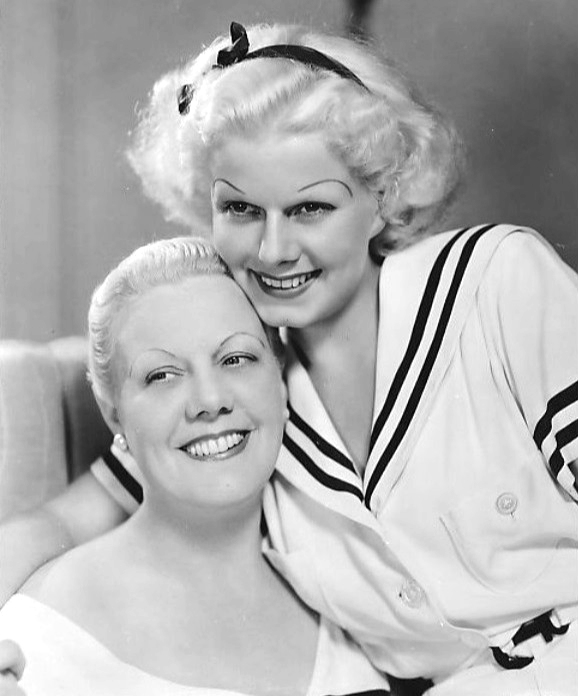
Jean Poe e a filha, Bebê Jean, em 1934

Jean Harlow era apelidade de "O Bebê", nome que a acompanhou por toda a vida. Não foi até os cinco anos de idade que ela aprendeu que seu nome era "Harlean", quando começou a estudar na escola para meninas Miss Barstow. Jean e sua mãe permaneceram muito unidas, mesmo quando a filha se tornou uma estrela do cinema. Era uma mãe extremamente protetora, que sempre dizia para todos que sua filha era tudo para ela.
Quando a filha ainda estava na escola, sua mãe entrou com o divórcio, que foi assinado, sem contestação, em 29 de setembro de 1922, onde ela também ficou com a custódia total da filha. Jean amava o pai, apesar de não vê-lo com frequência, sendo que ele viveu por mais 40 anos depois da morte da filha.
Jean Poe e a filha se mudaram para Hollywood, em 1923, na esperança de se tornar atriz, mas lhe disseram que aos 34 anos de idade era muito tarde para começar uma carreira. Enquanto isso, a filha ingressou na escola de Hollywood para garotas, onde conheceu Douglas Fairbanks, Jr., Joel McCrea, e Irene Mayer Selznick. Ela abandonou a escola na primavera de 1925, onde, com o dinheiro encurtando, Jean e sua mãe mudaram-se de volta para Kansas City após um ultimato do avô de Jean, que a deserdaria se as duas não retornassem logo.
Semanas mais tarde, seu avô a mandou para um acampamento de verão em Michigan, onde ela contraiu escarlatina. Sua mãe foi obrigada a viajar para Michigan para cuidar dela, mas disseram-lhe que não podia ver sua filha.

## Vida adulta

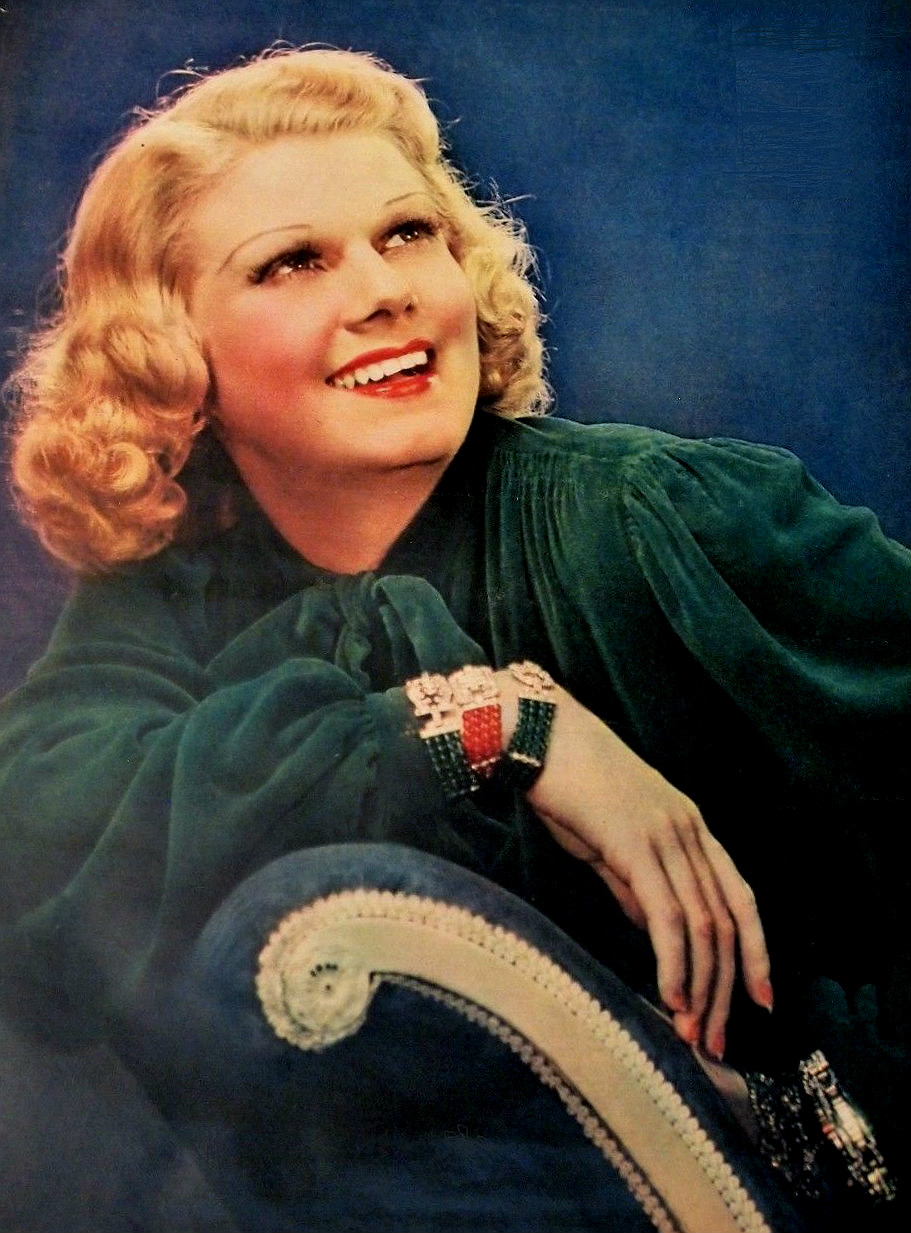
Harlow em 1937.

Aos 16 anos de idade fugiu de casa para se casar com o jovem empresário Charles McGrew, o casal mudou-se de Chicago para Beverly Hills logo após o casamento, onde ela iniciou sua carreira. Charles fez 21 anos dois meses depois e recebeu parte de sua grande herança. Jean então tornou-se uma rica socialite, enquanto Charles esperava que a distância afastasse a mãe de Jean do casal. Nem Charles nem Jean trabalhavam e acredita-se que o casal, especialmente Charles, bebia muito. O casal divorciou-se em 1929.
Em Los Angeles, Jean ficou amiga de Rosalie Roy, aspirante a atriz. Sem carro, Rosalie pediu que Jean a levasse até os estúdios da 20th Century Fox para um compromisso. Jean foi notada por executivos do estúdio que a questionaram na sala de espera se estava interessada na indústria, mas Jean rebateu que não lhe atraía. Ainda assim, ela recebeu cartas de recomendação para escalação de elenco. Alguns dias depois, Rosalie apostou com Jean que ela não tinha coragem de ir a um teste. Pressionada pela mãe e não querendo perder a aposta, Jean foi até um local de testes de elenco e assinou a entrada com o nome da mãe, Jean Harlow.
Depois de várias ligações e recusas de trabalhos, Jean foi pressionada pela mãe a aceitar papéis. Seu primeiro filme foi Honor Bound, como figurante, por 7 dólares a hora, que ela nunca recebeu. Isso a levou a papéis menores, como em Moran of the Marines (1928), This Thing Called Love (1929), Close Harmony (1929), e The Love Parade (1929), entre outros. Em dezembro de 1928, ela assinou um contrato de cinco anos com os Hal Roach Studios, a 100 dólares por semana.
No final de 1929, ela foi notada pelo ator James Hall, que estava na refilmagem de Hell's Angels (1930), um filme de Howard Hughes. Hell's Angels era uma refilmagem parcial do filme mudo e Howard precisava de uma atriz para substituir Greta Nissen, que tinha sotaque norueguês, o que não combinava com a personagem. Jean fez o teste e ganhou o papel. Terminado o filme, que estreou em 27 de maio de 1930, Jean fez uma turnê pelo país em divulgação do mesmo.

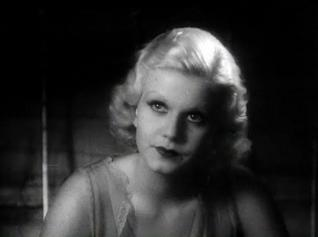
Harlow em Red Dust (1932)

Este filme fez de Jean uma estrela internacional, mas os críticos eram bastante severos. O jornal The New Yorker chamou sua atuação de "terrível". Nesta mesma época, ela fez uma ponta, em 1931, no filme de Charlie Chaplin, City Lights, mas sem créditos.
Infelizmente, Hughes não tinha outros projetos para ela e acabou por vender seu contrato a MGM. A partir dai sua carreira decolou.
Em 1932, casou-se com um assistente de Irving Thalberg na MGM, Paul Bern. A relação dos dois era muito conturbada. Ironicamente, a deusa sensual das telas escolheu para marido um homem impotente, sexualmente falando. Ele passou a agredi-la, devido a sua frustração. A situação logo se tornou insuportável. O casal vivia de aparências. Então, certo dia, enquanto Jean estava no estúdio, Bern se matou com uma pistola de calibre 38, encharcado do perfume favorito da esposa, Mitsouko.
Em 1933 casou-se novamente com o cineasta Harold Rosson, acabou divorciando-se oito meses depois.
Estrelou em mais de trinta filmes em uma carreira que durou apenas dez anos, até 1937, durante as filmagens de Saratoga, Harlow ficou doente e faleceu, o filme teve que ser finalizado usando uma dublê filmada sempre a distância.

## Morte

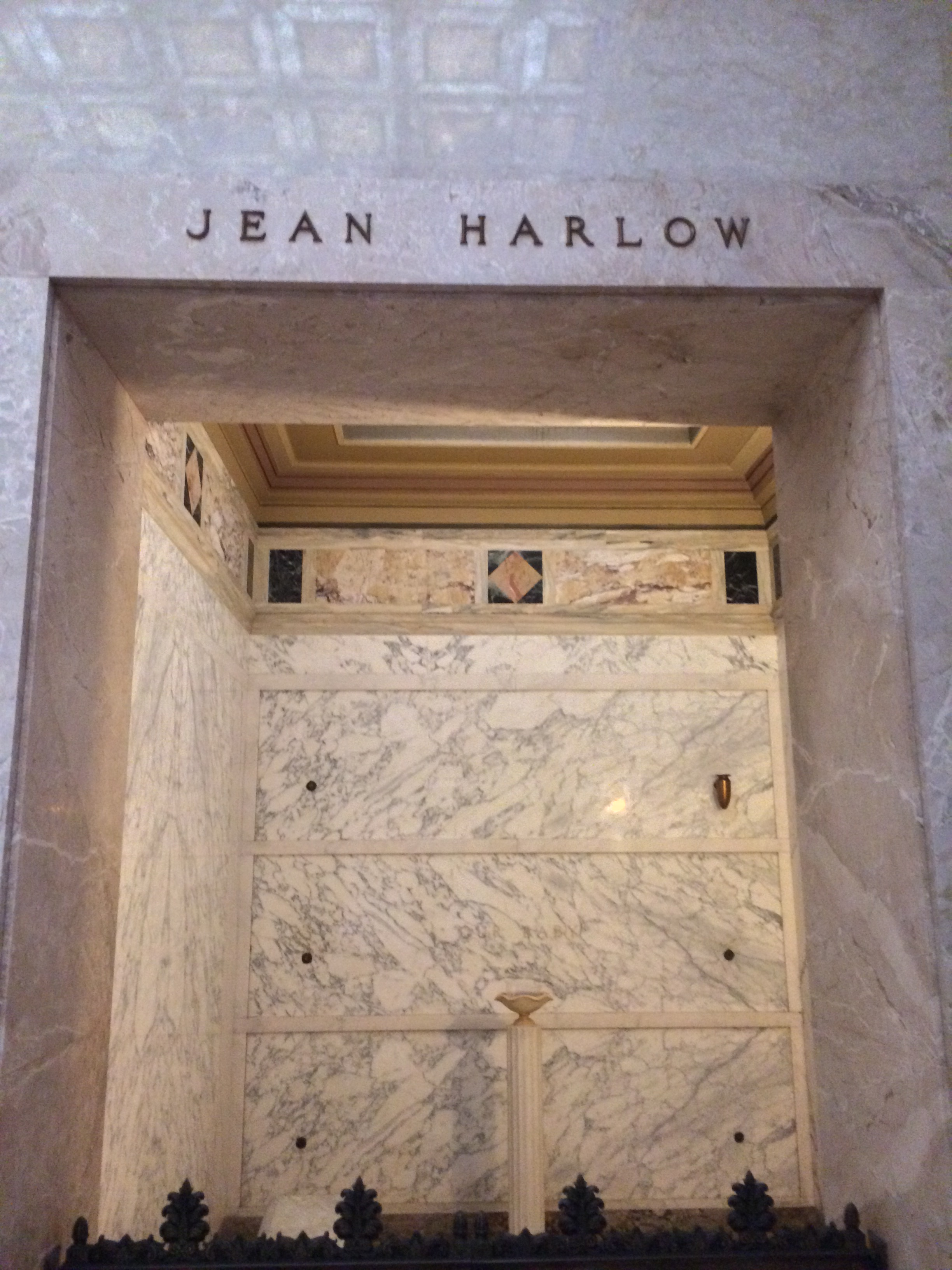
Cripta de Jean Harlow, no mausoléu de Forest Lawn Glendale, onde se lê "Nosso bebê".

Jean foi acometida por escarlatina aos 15 anos, em 1926, o que pode ter contribuindo para seus sérios problemas renais. Durante as filmagens de Saratoga, a saúde da atriz estava debilitada e em 29 de maio de 1937 Harlow teve um colapso no set e o diretor a mandou para casa para descansar. O que aconteceu depois disso permanece um mistério. O próprio filme Saratoga precisou ter o início de suas gravações adiado depois que Jean teve uma septicemia devido à extração de um dente siso e precisou ser hospitalizada. Durante as filmagens, a atriz reclamava de fadiga, náuseas, dor no estômago, mas acreditava ser apenas gripe.
Acredita-se que Jean ficou uma semana de cama com náuseas, pois sua mãe, com quem ela vivia, se recusava a chamar um médico devido à sua crença religiosa, a Ciência Cristã. Outros dizem que a própria Jean se recusou a ser internada e passar por uma cirurgia. No dia 3 de junho sua mãe comunicou a imprensa que a atriz estava melhor, mas em 6 de junho, Louis B. Mayer e William Powell deram ordens para que a levassem a um hospital.
A loura platinada faleceu no dia seguinte, prematuramente, aos 26 anos, de insuficiência renal. Sua doença não poderia ser curada nos anos 30. As mortes por insuficiência renal caíram 25% com o advento dos antibióticos, diálise e transplante de rim. Sua pele pálida, doença recorrente e severas queimaduras eram sinais da doença e seus rins, vagarosamente, começaram a acumular toxinas em seu corpo, deixando-a exposta a outras doenças e causando sintomas como sudorese, fadiga e falta de apetite, que também poderiam afetar o cérebro e o sistema nervoso. No atestado de óbito consta que sua morte foi devido à uma aguda infecção respiratória, uremia e nefrite aguda.
Encontra-se sepultada no Forest Lawn Memorial Park (Glendale), Glendale, Los Angeles, nos Estados Unidos.

## Livro
Jean escreveu um livro chamado Today is Tonight. Na introdução de Arthur Landau, na edição de 1965, Jean Harlow declarou sua intenção de escrever o livro em torno de 1933-34, mas não foi publicado em vida. Após sua morte, Landau escreveu e sua mãe vendeu os direitos para a MGM, mas nenhum filme foi feito. Os direitos da obra foram passados da mãe de Jean para um amigo da família que o publicou em 1965.

## Filmografia
- 1928 - Honor Bound
- 1928 - Moran of the Marines
- 1928 - Chasing Husbands
- 1929 - Liberty
- 1929 - Fugitives (br: Os Fugitivos)
- 1929 - Why Be Good?
- 1929 - Why Is a Plumber?
- 1929 - Close Harmony
- 1929 - The Unkissed Man
- 1929 - Double Whoopee
- 1929 - Thundering Toupees
- 1929 - Masquerade
- 1929 - Bacon Grabbers (br: Príncipe Sem Sorte)
- 1929 - The Saturday Night Kid (br: Uma Pequena das Minhas)
- 1929 - The Love Parade (br: Alvorada do Amor)
- 1929 - This Thing Called Love
- 1929 - Weak But Willing
- 1929 - New York Nights (br: Noites de Nova York)
- 1930 - Hell's Angels (1930) (br: Anjos do Inferno)
- 1931 - City Lights (br: Luzes da Cidade)
- 1931 - The Secret Six (br: A Guarda Secreta)
- 1931 - The Public Enemy (br: O Inimigo Público Número Um)
- 1931 - Iron Man
- 1931 - Goldie (br: Por uma Mulher)
- 1931 - Platinum Blonde (br: Loura e Sedutora)
- 1931 - Beau Hunks
- 1932 - Three Wise Girls
- 1932 - The Beast of the City (br:  A Fera da Cidade)
- 1932 - Red-Headed Woman (br: A Mulher Parisiense dos Cabelos de Fogo)
- 1932 - Red Dust (br: Terra de Paixão)
- 1933 - Hold Your Man (br: Amar e Ser Amada)
- 1933 - Dinner at Eight (br: Jantar às Oito)
- 1933 - Bombshell (br: Mademoiselle Dinamite)
- 1934 - The Girl from Missouri (br: Boca Para Beijar)
- 1935 - Reckless (br: Tentação dos Outros)
- 1935 - China Seas (br: Mares da China)
- 1936 - Riffraff (br: Sindicato da Vida)
- 1936 - Wife vs. Secretary (br: Ciúmes)
- 1936 - Suzy (br: Suzy)
- 1936 - Libeled Lady (br: Casado com Minha Noiva)
- 1937 - Personal Property (br: Seu Criado, Obrigado)
- 1937 - Saratoga (br: Saratoga)